# Barnaby Rudge
Barnaby Rudge är en historisk roman skriven av Charles Dickens och utgiven 1841. 
Barnaby Rudge var Dickens första historiska roman. Den enda andra är den mycket senare Två städer, vilken också utspelar sig under slutet av 1700-talet. Denna bok handlar om 1780-talet, tiden för no-popery-upplopp i London och Lord George Gordon. 
Barnaby Rudge är inte en av Dickens mest uppskattade och den har filmatiserats enbart ett fåtal gånger, senast 1960, innan dess gjordes ett par stumfilmer.

## Handling
Handlingen i boken äger rum i 1780-talets London, under oroligheterna som drabbade staden vid tiden. Som ett svar på papisternas lag från 1778, vilken lättade på många av de restriktioner som placerats på katoliker i Storbritannien, samlade Lord George Gordon protestanter för att pressa parlamentet att upphäva lagen. I juni 1780 marscherade tiotusentals människor till parlamentet, en mobbmentalitet tog över och upplopp bröt ut. Romanen följer en varierad skara karaktärer genom dessa händelser.
Både Edwards far, John Chester och Emmas onkel, den katolske Geoffrey Haredale - två svurna fiender - motsätter sig en förening mellan Edward och Emma, efter att sir John övertygat Geoffrey om att Edwards avsikter inte är ärliga. Sir John far med denna osanning då han avser att gifta bort Edward med en kvinna med ett stort arv, för att gynna sin egen dyra livsstil och att betala sina gäldenärer. Edward grälar efter detta med sin far och lämnar hemmet för Västindien.
Den enfaldige Barnaby Rudge, lever med sin följeslagare, korpen Grip och sin mor. Barnaby möter på Westminster Bridge en folksamling i uppror och duperas till att följa med dem, under hans mors protester. Upprorsmakarna marscherar sedan mot parlamentet och bränner längs vägen flera katolska kyrkor och katolska familjers hem.
Mobben plundrar värdshuset Maypole, Emma Haredale och Dolly Varden (Emmas följeslagare) sätts i fångenskap av upprorsmakarna. Barnaby tas till fånga av några soldater och hålls inlåst i Newgate, vilken mobben planerar att storma.

## Huvudkaraktärer i urval
- Barnaby Rudge, en simpel man som bor med sin kärleksfulla mor Mary och har en pratig korp vid namn Grip som följeslagare.
- Gamle John Willet, ägare till Maypole Inn och hans vänliga son Joe.
- Gabriel Varden, låssmed, hans manipulativa fru Martha, och hans vackra dotter Dolly Varden.
- Sir John Chester, Esquire, M.P. och hans son Edward.
- Mr Geoffrey Haredale, yngre bror till den mördade Reuben och hans brorsdotter (Reubens dotter) Emma.
- Hugh, lömsk anställd på Maypole Inn.
- Lord George Gordon (ett fiktivt porträtt av den historiska personen), hans lojala tjänare John Grueby och hans sekreterare Mr Gashford.
- Simon Tappertit, Gabriel Vardens lärling.
- Ned Dennis, bödeln i Tyburn.

## Filmatiseringar i urval
- 1915 - Barnaby Rudge i regi av Thomas Bentley och Cecil M. Hepworth, med Tom Powers, Stewart Rome och Violet Hopson.
- 1960 - Barnaby Rudge, en brittisk tv-serie i tretton avsnitt producerad av BBC, med bland andra John Wood och Barbara Hicks.[1]